# Hrabstwo Kanawha
Hrabstwo Kanawha (ang. Kanawha County) – hrabstwo w stanie Wirginia Zachodnia w Stanach Zjednoczonych. Obszar całkowity hrabstwa obejmuje powierzchnię 910,99 mil² (2359,45 km²). Według szacunków United States Census Bureau w roku 2010 miało 193 063 mieszkańców.
Hrabstwo powstało w 1789 roku. 

## Miasta
- Belle
- Cedar Grove
- Charleston
- Chesapeake
- Clendenin
- Dunbar
- East Bank
- Glasgow
- Handley
- Marmet
- Nitro
- South Charleston
- St. Albans
- Pratt[4]

## CDP
- Big Chimney
- Chelyan
- Coal Fork
- Cross Lanes
- Elkview
- Jefferson
- Pinch
- Rand
- Shrewsbury
- Sissonville
- Tornado[4]

| Populacja hrabstwa w poprzednich latach | Populacja hrabstwa w poprzednich latach |
| Rok                                     | Liczba ludności                         |
| --------------------------------------- | --------------------------------------- |
| 1980                                    | 223 883                                 |
| 1990                                    | 207 619                                 |
| 2000                                    | 200 073                                 |
| 2010                                    | 193 063                                 |